# Episolder finitimus
Episolder finitimus is een spinnensoort in de taxonomische indeling van de hangmatspinnen (Linyphiidae).
Het dier behoort tot het geslacht Episolder. De wetenschappelijke naam van de soort werd voor het eerst geldig gepubliceerd in 1996 door Andrei V. Tanasevitch.